# A la costa sud
A la costa sud (La musique de la Côte d'Azur) è un album-compilation ideato e prodotto da Pino Presti,  pubblicato nel maggio 2009 dalle Edizioni musicali Curci.

## L'album

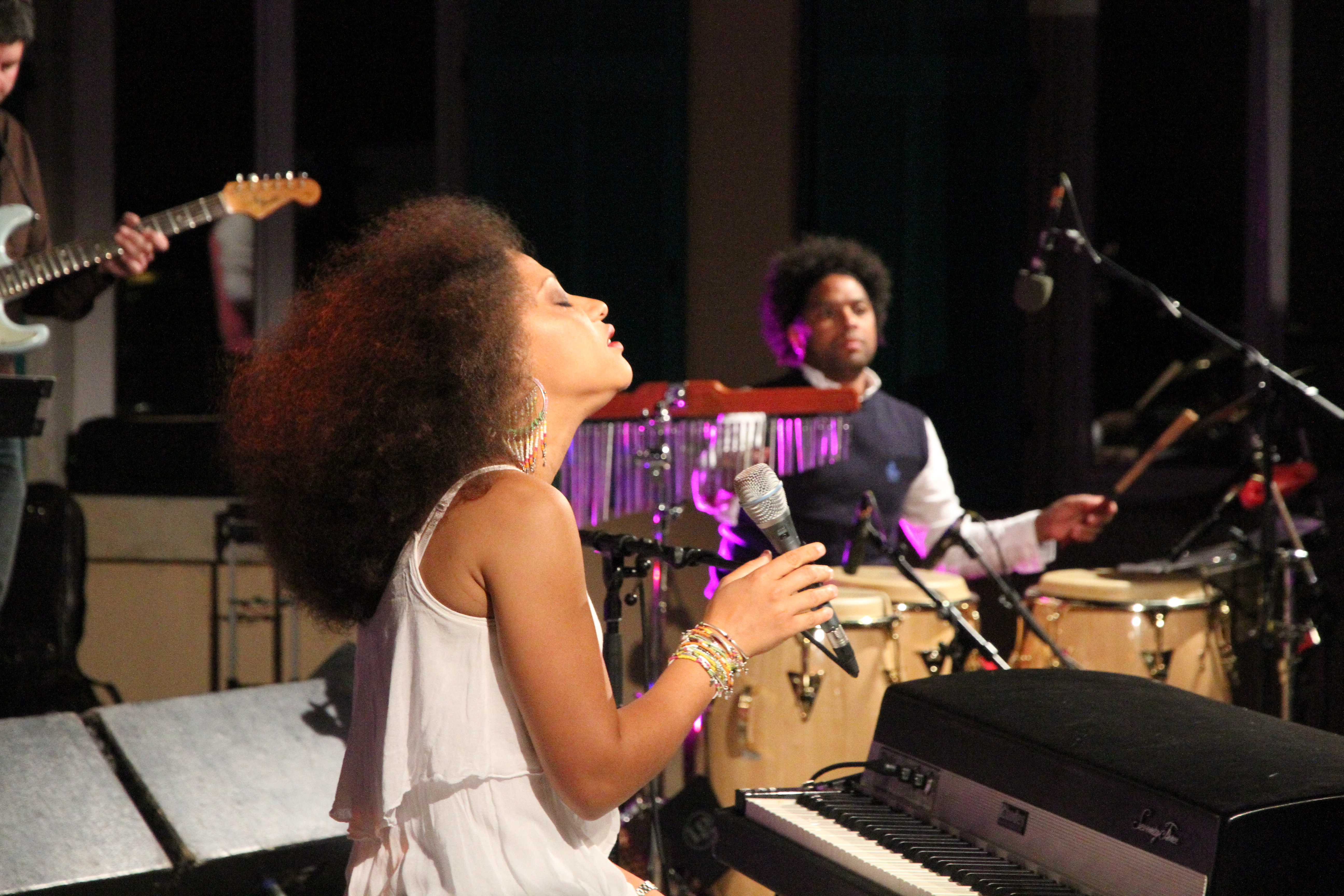
La cantante e pianista cubana Janysett McPherson

L'album compilation, costituito da 3 CD, contiene un'ampia selezione di musica internazionale e riunisce cantanti e strumentisti provenienti da nazioni e continenti diversi. Si tratta di artisti, spesso anche autori dei brani eseguiti, fra i più richiesti in territorio francese (e non solo) che frequentemente si esibiscono in club, teatri e festival sulla Costa Azzurra.Tra loro il bassista Jean-Marc Jafet, il trombettista François Chassagnite, la cantante-pianista Janysett McPherson, il cantante-bassista Scott Parker Allen, le cantanti Giorgia Mancio, Nina Papa, Isa Rabaraona, Timothée, il pianista Francesco Crosara, i chitarristi Linus Olsson, Marc Guillermont e Thierry Galliano, la band Conjunto Massalia - per citarne alcuni. Altri, come le cantanti Lilian Terry e Shirley Bunnie Foy, e il sassofonista Amedeo Bianchi sono noti e apprezzati anche in Italia. Nel 2013 l'album è stato inserito nel catalogo ufficiale "Curci Libri".

### Generi musicali
I generi musicali presenti nell'album sono i più svariati e vanno dal Jazz alla Salsa, dalla Bossa Nova alla World music, dal Funk al Pop, all'Elettronica, alla Lounge e al Nu-jazz.
La compilation è distribuita "fisicamente" nei maggiori punti vendita da Halidon ed è presente nei più importanti store digitali. Particolare cura è stata riservata all'immagine, con soluzioni estetiche e di contenuti rimarchevoli.

### Video
Il video fotografico di A la costa sud è diffuso, tra i tanti, da Monte Carlo Producer Note e da Cannes France, the complete guide to Cannes, France, che lo ha diffuso anche in occasione del Festival Internazionale del Cinema di Cannes.

### CD1 -A la costa Latin and World

#### Tracce

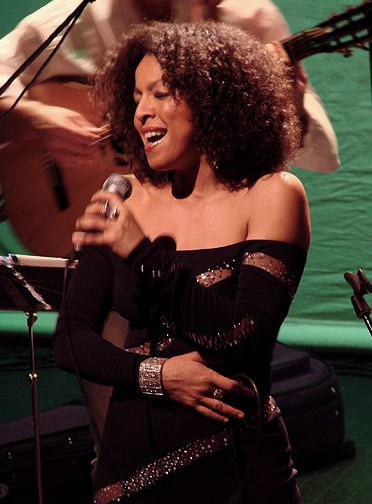
La cantante brasiliana Nina Papa durante un'esibizione del "Jobim Project".

1. Salsa Universal (B. Sundres / R. Quintero) - Conjunto Massalia (Cuba-Francia)
2. Canto a Yemaya (J. McPherson) - Conjunto Massalia
3. Partage (D. Gaspari)  - Conjunto Massalia
4. Alguien en quien confiar (J. McPherson) - Janysett McPherson (Cuba)
5. Você vai ver (A.C. Jobim) - Nina Papa (Brasile)
6. Sabe você (C. Lyra / V. De Moraes) - Nina Papa
7. Dowtown Guaguanco (R. Paz) - Ruben Paz (Cuba)
8. African Spirit (R. Paz) - Ruben Paz
9. Oxala (O. Roura) Oxai Roura (Guyana-Brasile)
10. Balance (F.D. F. Alves / G. Anfosso) - Gabriel Anfosso (Francia)
11. A felicidade (A.C. Jobim) - Montparnasse (Italia-Francia)
12. Gémeaux (F.D. F. Alves / G. Anfosso) - Gabriel Anfosso
13. Samba um (R. Torre / Allan Jones) - Samba Um (Brasile)
14. Além do Rio  (R. Torre / R. Pereira) - Samba Um
15. Gimme Gimme Gimme (G.Daks) - Groovy Daks (Ghana)
16. Ny Fanahy (I. Rabaraona) - Isa Rabaraona (Madagascar)
17. Gabrielle (T. Galliano) - Thierry Galliano (Francia)
18. Si você voltar  (N. Luchi) - Nicolas Luchi (Francia) / Linus Olsson (Svezia)
19. Nkommode (G.Daks) - Groovy Daks

### CD2 -A la costa jazz

#### Tracce

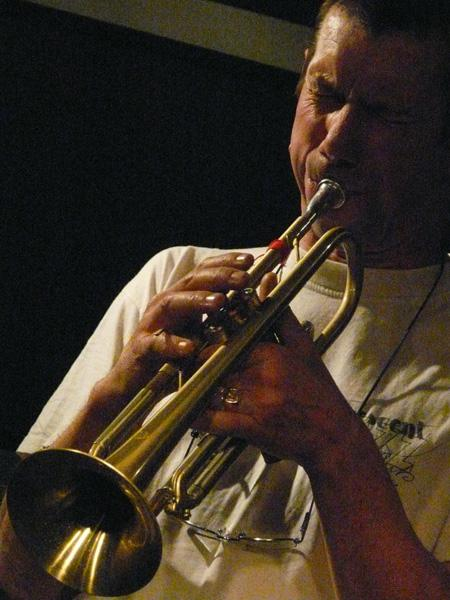
Il trombettista francese François Chassagnite

1. Don't Ever Go Away (Jobim / Duran / Gilbert) - Lilian Terry (Regno Unito-Italia-Egitto)
2. Phaléne  (F. D'Oelnitz) - François Chassagnite (Francia)
3. Nica's Dream (H. Silver) - Nina Papa (Brasile)
4. Suite Venus (F. Crosara) - Francesco Crosara USA-Italia)
5. Miami Nights  (A. Bianchi) - Amedeo (Italia)
6. In and Out (J.M. Jafet) - Jean Marc Jafet (Francia)
7. It Don't Mean a Thing (Mills / Ellington) Shirley Bunnie Foy (USA)
8. The Old Country (N. Adderly / C. R. Davis) - Georgia Mancio (UK)
9. Easy to Love (C. Porter) - Francesco Crosara
10. Funky Dream (A. Bianchi) - Amedeo
11. God Bless the Child  (Holiday/ Herzog) - Lilian Terry
12. Lookin' For (G. Prestipino G.) - Pino Presti Sound (Italia)
13. Mantega Righi (J.M. Jafet) - Jean Marc Jafet
14. Something Old...Something New (A. Bianchi) - Amedeo
15. Harlem Town (S.B. Foy / G. Fabris) - Shirley Bunnie Foy / Josh Fabris (Italia)
16. On Verra (L. Olsson) - Linus Olsson (Svezia)
17. When Sunny Gets Blue (J/ Segal / M. Fisher) - Shirley Bunnie Foy

### CD3 -A la costa Love Flavors

#### Tracce

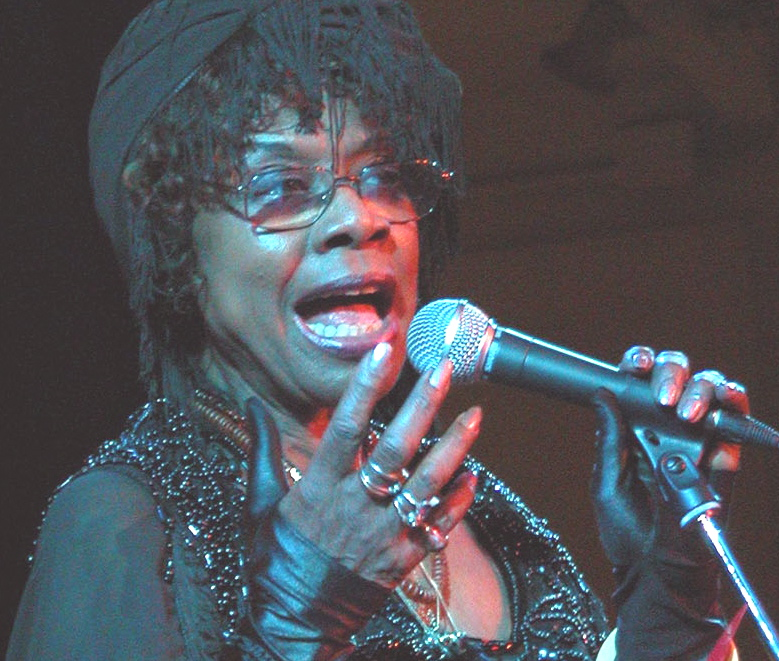
La cantante jazz statunitense Shirley Bunnie Foy

1. Douce France (C.Trenet) - Christophe Chapelle (Francia)
2. Something Stupid (C.Carson Parker) - Scott Parker Allen (USA)
3. You Will Be All Right (E./M. Benlolo) - Santos (Francia)
4. Stekache (N. Luchi) - Nicolas Luchi (Francia)
5. Le fruit qu'on fit (T. Delcourt)  - Timothée (Francia)
6. Now Loading (M. Guillermont) - Marc Guillermont (Francia)
7. Round About Midnight (T. Monk) - Eddy & Dus meet Lilian Terry (UK)
8. I Wanna Bioman (S. P. Allen) - Scott Parker Allen
9. Business World (E./M. Benlolo) - Santos
10. L.O.V.E. (M. Gabler / B. Kaempfert) Shirley Bunnie Foy USA)
11. Decembre (Succede a dicembre) - (P. Palma / D. Viccaro / G. Prestipino / M.Luca) - Janysett McPherson (Cuba)
12. Lady Ann (prologue) - (M. Guillermont) - Marc Guillermont
13. I'm Longing for Love (Seymour / D. Modugno) - Pino Presti & Mad of Jazz
14. Intro Sakai (L. Olsson) - Linus Olsson feat. Yona Yacoub (Francia)
15. Vierge (F.D. F. Alves / G. Anfosso) - Gabriel Anfosso (Francia)
16. Try to Be Somebody (E./M. Benlolo) - Santos
17. Elegie (F. Apostoly) - Les Dupont (Francia)
18. Ue lé lé (S.B. Foy) - Shirley Bunnie Foy

## Formazione

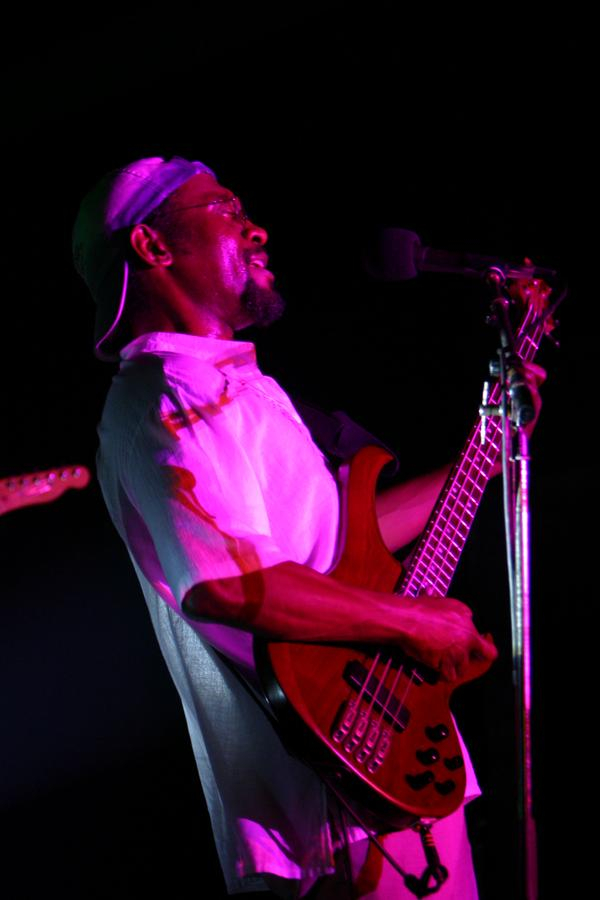
Il cantante-bassista statunitense Scott Parker Allen

- Scott Parker Allen - Amedeo - Gabriel Anfosso  - Christophe Chapelle
- François Chassagnite - Francesco Crosara - Groovy Daks - Les Dupont
- Josh Fabris - Shirley Bunnie Foy -  Thierry Galliano -  Marc Guillermont
- Jean-Marc Jafet - Nicolas Luchi - Georgia Mancio - Conjunto Massalia
- Janysett McPherson  - Montparnasse - Linus Olsson - Nina Papa - Ruben Paz
- Pino Presti - Isa Rabaraona - Oxai Roura - Samba Um - Santos - Lilian Terry
- Timothée  e gli ospiti Eric Alberti - Giancarmine Arena - Alain Asplanato
- Claudio Citarella - Jean Luc Danna - Bruno De Filippi -  Sandrine De Stefanis
- Fred D'Oelsnitz  -  Antonio Faraò  - Thomas Galliano - Neil Gerstenberg
- Marc Peillon - Robert Perci -  Fabrice Bistoni - Ronnie Rae -  Benny Ross
- Yohan Serra - Nicolas Viccaro - Yona Yacoub...

Cast tecnico
- Federico Sacchi - realizzazione per le Edizioni Curci
- Fabrizio Marzagalia - artwork
- Philippe Frache-D'arco - post-produzione
- Studio Arion, Nizza - audio editing e mastering
- Marie Joëlle Colin - collaborazione alla produzione
- Dominique Viccaro - collaborazione alla produzione
- Luca Da Rios - sito web